# Plan Johnson
 (octobre 2009).
Si vous disposez d'ouvrages ou d'articles de référence ou si vous connaissez des sites web de qualité traitant du thème abordé ici, merci de compléter l'article en donnant les références utiles à sa vérifiabilité et en les liant à la section « Notes et références ».
Il y a eu deux plans Johnson : un en 1964, et un en 1967-68 afin de faire face à la spéculation à laquelle faisait face le dollar.

## Premier Plan Johnson de 1964
Il augmente la fiscalité et continue la baisse des dépenses militaires engagées par le plan Kennedy. Jonhson lance aussi un appel aux 500 plus grosses firmes afin de réduire leur IDE.

## Deuxième plan Johnson de 1968
Il plafonne les IDE des firmes. De plus est créé le double marché de l'or ou les particuliers n'ont plus accès à la convertibilité-or du Dollar.